# Moycullen
Moycullen (in irlandese: Maigh Cuilinn) è una cittadina gaeltacht nella contea di Galway, in Irlanda.